# Grégory Wathelet

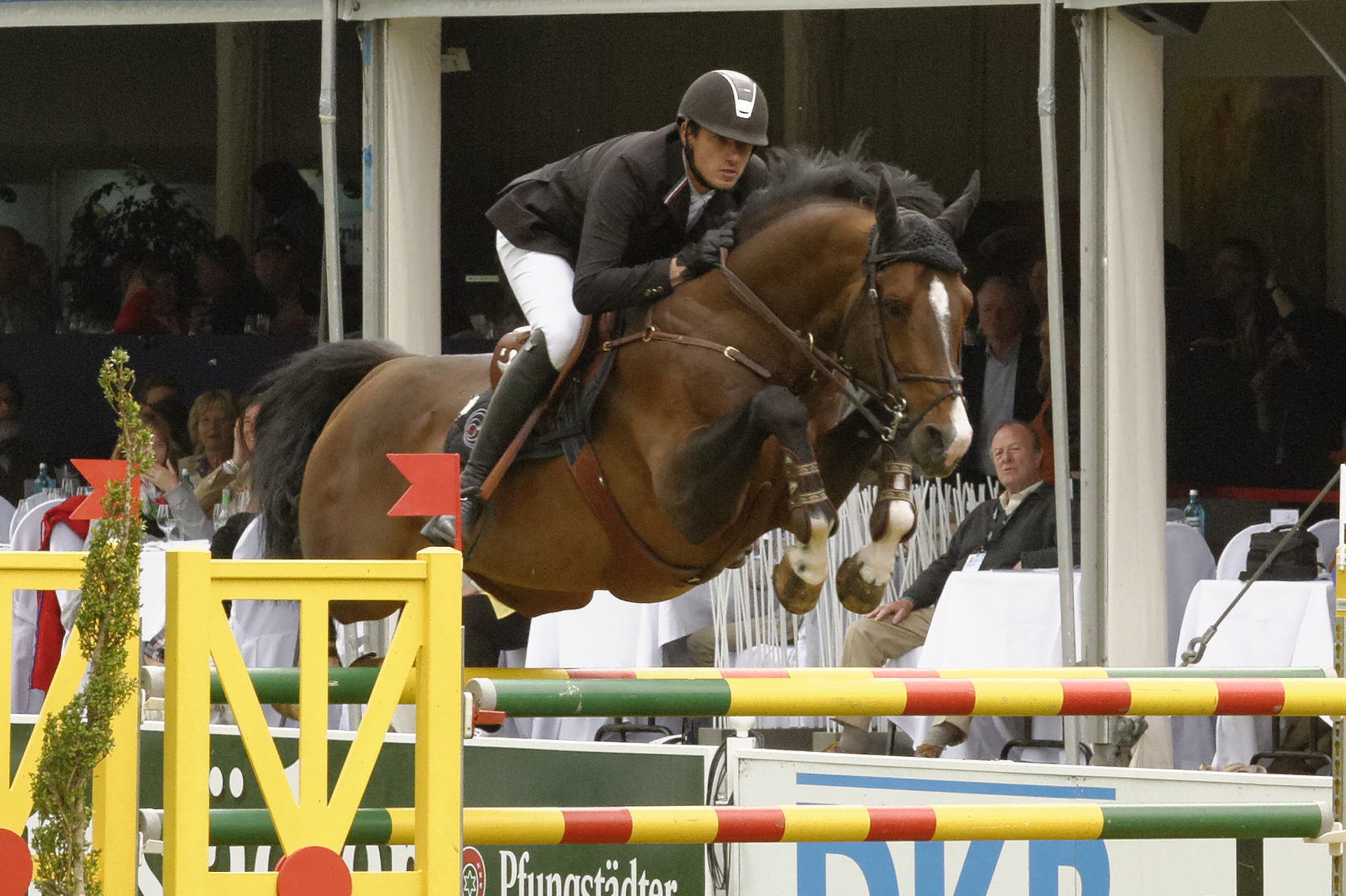
Wiesbaden 2013

Grégory Wathelet (Hoei, 10 september 1980) is een Belgische springruiter.

## Levensloop
In 2012 en 2021 nam hij deel aan de Olympische Spelen, in Tokio behaalde hij samen met Jérôme Guery en Pieter Devos brons met het landenteam en droeg hij de Belgische vlag bij de slotceremonie. Tussen 2006 en 2007 kwam Wathelet uit voor Oekraïne.

## Palmares

### 2021
- Olympische Spelen in Tokio (Japan) (Landenteams)
- 9e Olympische Spelen in Tokio (Japan) (Individueel)

### 2019
- EK in Rotterdam, Nederland (Landenteams)
- 9e EK in Rotterdam, Nederland (Individueel)

### 2017
- 4e EK in Göteborg, Zweden (Landenteams)
- 18e EK in Göteborg, Zweden (Individueel)

### 2015
- 11e EK in Aachen, Duitsland (Landenteams)
- EK in Aachen, Duitsland (Individueel)

### 2014
- 13e Wereldruiterspelen in Basse-Normandie, Frankrijk (Landenteams)
- 25e Wereldruiterspelen in Basse-Normandie, Frankrijk (Individueel)

### 2012
- 13e Olympische Spelen in Londen (Verenigd Koninkrijk) (Landenteams)
- 29e Olympische Spelen in Londen (Verenigd Koninkrijk) (Individueel)

### 2011
- 7e EK in Madrid, Spanje (Landenteams)

### 2007
- 9e EK in Mannheim, Duitsland (Landenteams)
- 40e EK in Mannheim, Duitsland (Individueel)

### 2006
- 4e Wereldruiterspelen in Aachen, Duitsland (Landenteams)
- 26e Wereldruiterspelen in Aachen, Duitsland (Individueel)